# Tapinoma neli
Tapinoma neli  (лат.) — ископаемый вид муравьёв из рода Tapinoma (подсемейство долиходерины). Обнаружен в миоценовых перувианских янтарях (Южная Америка, Перу (около 12 млн лет).

## Описание
Мелкие муравьи, длина тела 1,65 мм. Длина головы 0,55 мм, ширина головы 0,43 мм.  Усики 12-члениковые. Скапус усиков длинный, выдаётся за затылочный край головы примерно на одну треть своей длины. Жевательный край жвал с пятью крупными зубцами и далее с десятком мелких зубчиков до основания мандибул. Глаза овальные, крупные, выпуклые, расположены по средней линии головы. Задний край головы прямой, задние углы округлые. Петиоль треугольный, низкий в профиль. Вид был впервые описан в 2019 году по материалам из Tamshiyacu (Iquitos, северо-восток Перу). Янтарь из яруса Pebas Formation (средний миоцен, ~12 млн лет). Название таксона T. neli дано в честь французского палеонтолога профессора André Nel.